# نینووهلد
نینووهلد (به آلمانی: Nienwohld) یک شهر در آلمان است که در Stormarn واقع شده‌است. نینووهلد  ۴۸۷ نفر جمعیت دارد.